# David Enskog
David Enskog (* 22. April 1884 in Västra Ämtervik, Gemeinde Sunne; † 1. Juni 1947 in Stockholm) war ein schwedischer theoretischer Physiker, der in statistischer Mechanik arbeitete.

## Leben
Enskog studierte an der Universität Uppsala, wo er 1911 sein Diplom bei Gustav Granqvist machte (mit einer experimentellen Arbeit über Gasdiffusion) und 1917 bei Carl Wilhelm Oseen promovierte (wobei er mathematische Methoden von David Hilbert in der kinetischen Gastheorie anwandte). Hauptberuflich war er nach dem Studium Lehrer. Erst 1930 wurde er Professor für Mathematik und Mechanik an der Königlichen Technischen Hochschule Stockholm, auf Empfehlung von Sydney Chapman, der zu dieser Zeit gerade in Schweden war (Enskogs Dissertation war zuvor in Schweden nur als mittelmäßig beurteilt worden und fand kaum Resonanz, so dass ihm davor eine akademische Karriere verstellt war).
Enskog arbeitete seit seinem Diplom über das Maxwell-Boltzmannsche Verteilungsgesetz in der kinetischen Gastheorie. Er sagte 1911 unabhängig von Chapman ein nach damaliger Ansicht paradoxes Verhalten von Mischungen zweier Gase unterschiedlicher Molekülgröße bei Bestehen eines Temperaturungleichgewichts voraus, das aber experimentell bestätigt wurde (nämlich dass das Gas mit den größeren Molekülen sich bei niedrigerer Temperatur konzentriert). Anwendung fand diese Arbeit später in den Methoden zur Urananreicherung durch Gasdiffusion im Manhattan-Project des Zweiten Weltkriegs. 1921 erweiterte er die kinetische Gastheorie von Maxwell und Boltzmann auf dichte Gase, in denen Kollisionen von mehr als zwei Teilchen eine Rolle spielen. Dies wurde von Chapman aufgegriffen, der die „Chapman-Enskog-Theorie“ mit Thomas George Cowling 1939 in dem Buch „The mathematical theory of non-uniform gases“ darstellte.
1941 wurde er in die Königlich Schwedische Akademie der Ingenieurwissenschaften und 1947 in die Königlich Schwedische Akademie der Wissenschaften gewählt.